# Llista de passaports
La següent llista es tracta d'una llista de passaports:

## Per Estat o territori
| - Passaport abkhazi - Passaport afganès - Passaport albanès - Passaport algerià - Passaport andorrà - Passaport angolès - Passaport d'Antigua i Barbuda - Passaport argentí - Passaport armeni - Passaport australià - Passaport austríac - Passaport azerbaidjanès - Passaport de les Bahames - Passaport de Bahrain - Passaport de Bangladesh - Passaport de Barbados - Passaport belarús - Passaport belga - Passaport de Belize - Passaport de Benín - Passaport de Bhutan - Passaport bolivià - Passaport bosnià - Passaport de Botswana - Passaport brasiler - Passaport britànic - Passaport de Brunei - Passaport búlgar - Passaport de Burkina Faso - Passaport birmà - Passaport de Burundi - Passaport cambodjà - Passaport camerunès - Passaport canadenc - Passaport de Cap Verd - Passaport de la República Centreafricana - Passaport txadià - Passaport xilè - Passaport xinès - Passaport colombià - Passaport de les Comores - Passaport de la República Democràtica del Congo - Passaport de la República del Congo - Passaport costa-riqueny - Passaport ivorià - Passaport croat - Passaport cubà - Passaport xipriota - Passaport nord-xipriota - Passaport txec - Passaport danès - Passaport de Djibouti - Passaport dominiquès - Passaport dominicà - Passaport neerlandès - Passaport de Timor Oriental - Passaport equatorià - Passaport egipci - Passaport de Guinea Equatorial - Passaport eritreu - Passaport estonià - Passaport etíop - Passaport de les Fiji - Passaport finlandès - Passaport francès - Passaport gabonès - Passaport gambià - Passaport georgià | - Passaport alemany - Passaport ghanès - Passaport gibraltareny - Passaport grec - Passaport greenlandès - Passaport de Grenada - Passaport guatemalenc - Passaport de Guinea Bissau - Passaport de Guinea - Passaport de Guyana - Passaport haitià - Passaport hondureny - Passaport de Hong Kong - Passaport hongarès - Passaport islandès - Passaport indi - Passaport indonesi - Passaport iranià - Passaport iraquià - Passaport irlandès - Plantilla:Country data Iroquois Passaport iroquès - Passaport israelià - Passaport italià - Passaport jamaicà - Passaport japonès - Passaport jordà - Passaport kazakh - Passaport kenyà - Passaport de Kiribati - Passaport nord-coreà - Passaport sud-coreà - Passaport kosovar - Passaport kuwaitià - Passaport kirguís - Passaport laosià - Passaport letó - Passaport libanès - Passaport de Lesotho - Passaport liberià - Passaport libi - Passaport de Liechtenstein - Passaport lituà - Passaport luxemburguès - Passaport de Macau - Passaport macedoni - Passaport malgaix - Passaport de Malawi - Passaport malaisi - Passaport de les Maldives - Passaport de Mali - Passaport maltès - Passaport de les Illes Marshall - PassaportMauritanian - Passaport maurità - Passaport mexicà - Passaport micronesi - Passaport moldau - Passaport monegasc - Passaport mongol - Passaport montenegrí - Passaport marroquí - Passaport moçambiquès - Passaport namibi - Passaport de Nauru - Passaport nepalès - Passaport neozelandès - Passaport nicaragüenc - Passaport nigerià | - Passaport nigerí - Passaport noruec - Passaport omaní - Passaport pakistanès - Passaport de Palau - Passaport de l'Autoritat Palestina - Passaport panameny - Passaport de Papua Nova Guinea - Passaport paraguaià - Passaport peruà - Passaport filipí - Passaport polonès - Passaport portuguès - Passaport de Qatar - Passaport romanès - Passaport rus - Passaport ruandès - Passaport de Saint Kitts i Nevis - Passaport de Saint Lucia - Passaport de Saint Vincent i les Grenadines - Passaport salvadorenc - Passaport samoà - Passaport de San Marino - Passaport de São Tomé i Príncipe - Passaport de l'Aràbia Saudí - Passaport senegalès - Passaport serbi - Passaport de Seychelles - Passaport de Sierra Leone - Passaport de Singapur - Passaport eslovac - Passaport eslovè - Passaport de les Illes Salomó - Passaport somali - Passaport sud-africà - Passaport espanyol - Passaport singalès - Passaport sudanès - Passaport de Surinam - Passaport de Swaziland - Passaport suec - Passaport suís - Passaport siri - Passaport taiwanès - Passaport del Tadjikistan - Passaport tanzà - Passaport tailandès - Passaport togolès - Passaport de Tonga - Passaport de Trinidad i Tobago - Passaport tunisià - Passaport turc - Passaport turcman - Passaport de Tuvalu - Passaport ugandès - Passaport ucraïnès - Passaport dels Emirats Àrabs Units - Passaport estatunidenc - Passaport uruguaià - Passaport uzbek - Passaport de Vanuatu - Passaport vaticà - Passaport veneçolà - Passaport vietnamita - Passaport del Iemen - Passaport zambià - Passaport zimbabuès |